# 173 (število)
173 (stó triinsedemdeset) je naravno število, za katerega velja 173 = 172 + 1 = 174 - 1.
Praštevilo
praštevilo Germainove
Eisensteinovo praštevilo brez imaginarnega ali realnega dela oblike {\displaystyle 3n-1}.
Deveto praštevilo, ki ni Čenovo praštevilo.